# Wave (album)
Wave je hudební album americké zpěvačky Patti Smith vydané roku 1979.

## Seznam skladeb
| strana 1 | strana 1                                 | strana 1                   | strana 1 |
| Pořadí   | Název                                    | Autor                      | Délka    |
| -------- | ---------------------------------------- | -------------------------- | -------- |
| 1.       | Frederick                                | Patti Smith                | 3:01     |
| 2.       | Dancing Barefoot                         | Patti Smith, Ivan Kral     | 4:18     |
| 3.       | So You Want to Be (A Rock 'n' Roll Star) | Jim McGuinn, Chris Hillman | 4:18     |
| 4.       | Hymn                                     | Patti Smith, Lenny Kaye    | 1:10     |
| 5.       | Revenge                                  | Patti Smith, Ivan Kral     | 3:20     |

| strana 2       | strana 2            | strana 2                | strana 2 |
| Pořadí         | Název               | Autor                   | Délka    |
| -------------- | ------------------- | ----------------------- | -------- |
| 6.             | Citizen Ship        | Patti Smith, Ivan Kral  | 5:09     |
| 7.             | Seven Ways of Going | Patti Smith Group       | 5:12     |
| 8.             | Broken Flag         | Patti Smith, Lenny Kaye | 4:55     |
| 9.             | Wave                | Patti Smith             | 4:36     |
| Celková délka: | Celková délka:      | Celková délka:          | 37:45    |

| bonusy na CD | bonusy na CD           | bonusy na CD            | bonusy na CD                                                                                                 | bonusy na CD |
| Pořadí       | Název                  | Autor                   | poznámka | Délka        |
| ------------ | ---------------------- | ----------------------- | --- | ------------ |
| 10.          | Fire of Unknown Origin | Patti Smith, Lenny Kaye | | 2:09         |
| 11.          | 5-4-3-2-1/Wave         | Patti Smith             | živá nahrávka z 23. května 1979, spoluúčinkují: Paul Jones, Mike Hugg, Manfred Mann, produkce: Thom Panunzio | 2:43         |

## Obsazení

### Patti Smith Group
- Patti Smith – zpěv
- Lenny Kaye – kytara, baskytara v písni Wave, zpěv
- Jay Dee Daugherty – bicí
- Ivan Král – baskytara, kytara, violoncello v písni Wave, klávesy
- Richard Sohl – klavír

### hosté
- Andi Ostrowe – percussion, tympány v písni Seven Ways of Going
- Todd Rundgren – baskytara v písni Dancing Barefoot, nahrávka a produkce

## Obal alba
Autorem fotografií na obalu alba je Robert Mapplethorpe, podobně jako na albu Horses.

## Vydání
- Původní LP bylo vydáno 17. května 1979.
- Na CD bylo album vydáno v roce 1986.
- V roce 1996 bylo CD digitálně remasterováno a znovu vydáno s bonusovými písněmi.
- V roce 2007 vyšlo znovu pod značnou Sony-BMG.